# Bartholomäus Meier
Bartholomäus Meier, auch Bartholomäus Meyer (* 6. Januar 1528 in Alsfeld; † 15. Oktober 1600 in Kassel) war ein deutscher lutherischer Theologe. 

## Leben und Werk
Meier studierte ab 1543 an der Universität Marburg und erwarb 1548 den Magistergrad. 1550 wurde er Professor an der philosophischen, 1554 an der theologischen Fakultät. Daneben war er ab 1555 Pfarrer am Deutschhaus. Im ersten Halbjahr 1559 hatte er das Rektorat der Universität inne, übernahm aber schon im Mai eine Pfarrstelle an der Martinskirche in Kassel, wo er 1561 auch Dekan des Chorherrenstifts wurde. Ab 1570 amtierte er zudem als Superintendent der Diözese Kassel. Im Frühjahr 1600 wurde er wegen Arbeitsunfähigkeit von seinen Pflichten befreit.